# Forte da Penha de França
O Forte da Penha de França localizava-se na enseada do Ribeiro Seco, na ilha da Madeira, na Região Autónoma da Madeira.

## História
Constituía-se numa obra avançada, defendendo aquele ancoradouro. Foi erguida em 1712, tendo como primeiro Condestável Manuel de Ceia.
Em 1801 as suas dependências aquartelaram parte das forças de ocupação britânicas, sob o comando do coronel William Henry Clinton.